# Bogursukov
Bogursukov - Богурсуков (rus) - és un khútor de la República d'Adiguèsia, a Rússia. Es troba a 14 km al sud-est de Krasnogvardéiskoie i a 58 km al nord-oest de Maikop, la capital de la república.
Pertany al municipi de Béloie.